# Gonomyia quadrifila
Gonomyia quadrifila är en tvåvingeart som beskrevs av Alexander 1930. Gonomyia quadrifila ingår i släktet Gonomyia och familjen småharkrankar. Inga underarter finns listade i Catalogue of Life.